# Аристагор
Аристагор — персидский наместник Милета и виновник начала борьбы греков с Дарием I Гистаспом.
Во время правления Аристагора на близлежащем греческом острове Наксос произошло восстание. Демос изгнал ряд богатых граждан, которые отправились в Милет с просьбой о помощи. Они пообещали взять на себя расходы на ведение войны. Аристагор преследовал личные цели и предполагал, что, вернув изгнанников на родину, он сможет стать владыкой богатого и выгодно расположенного острова. Хитрый грек отправился в Сарды к персидскому сатрапу и брату Дария Артаферну и убедил его предоставить войско. Персы снарядили 200 военных кораблей. Персидским военачальником был поставлен Мегабат. Подготовка к военной экспедиции на Наксос проводилась тайно. Официально было объявлено, что флот собирается плыть в противоположном Наксосу направлении к Геллеспонту. Однако между двумя военачальниками — Мегабатом и Аристагором — случилась ссора. Аристагор указал, что номинально он руководит походом, и персы должны ему беспрекословно подчиняться. Согласно Геродоту, взбешённый Мегабат отправил на Наксос гонца с предупреждением о грозящем острову нападении. Островитяне успели приготовиться к осаде. В результате, истратив большие средства, после 4-месячной осады персы были вынуждены бесславно возвратиться домой.
Аристагор оказался в затруднительном положении. Во-первых, он не выполнил обещания брату царя Артаферну, во-вторых, ему следовало выплатить большие суммы на содержание армии, а в-третьих, ссора с родственником царя Мегабатом могла стоить ему власти над Милетом и жизни. Все эти опасения внушали Аристагору мысль поднять восстание против персов. К открытым действиям его подтолкнуло письмо находившегося при дворе царя Гистиея. Бывший тиран Милета томился в своём почётном заточении. В случае восстания он надеялся, что его отпустят. Согласно Геродоту, он приказал обрить голову своему верному слуге, вытатуировал послание к Аристагору и после того, как татуировка стала незаметной, отослал к своему зятю. В послании содержались призывы к открытому неповиновению персам.
На военном совете приверженцев Аристагора было принято решение начать восстание. Единственным, кто выступил против, был Гекатей. В своей речи он указал на мощь империи Ахеменидов, её неисчерпаемые ресурсы, отсутствие у греков союзников. После того, как было принято решение о начале войны, Гекатей заявил о необходимости взять сокровища храма Аполлона Бранхидского. Но и это его предложение было отклонено.
События быстро следовали одно за другим. Во флот, который ещё не успел рассредоточиться после неудачной экспедиции на Наксос, был направлен Иартрагор. Доверенному лицу Аристагора удалось подбить матросов на мятеж и захватить тиранов других ионийских городов. Одновременно Аристагор отказался от звания тирана и установил в Милете демократию. Восстание быстро распространилось не только на города Ионии, но и на Эолию, Карию, Ликию и даже Кипр.
Хотя в античных источниках восстание представляется как афера Гистиея и Аристагора, оно было вызвано недовольством греков существовавшим положением. Будучи ставленниками персидского царя, тираны обладали абсолютной властью в городах и не нуждались в поддержке собственного народа. О недовольстве их правлением свидетельствует быстрое распространение восстания во всех прибрежных городах Малой Азии, населённых греками. Везде тирания была свергнута, и установлена демократическая форма правления.
Восстание началось осенью. В античности войны практически не велись зимой. Используя этот срок, Аристагор отправился в европейскую часть Эллады для привлечения союзников. Первым пунктом остановки посольства была Спарта, где Аристагор вёл переговоры с царём Клеоменом. В своей речи он указывал не столько на освобождение собратьев-эллинов от персидского владычества, сколько на лёгкость возможной победы над империей Ахеменидов и перспективу огромного обогащения в случае её завоевания. Его слова не произвели на спартанца впечатления, и он ответил отказом. Видя неуспех своей миссии, руководитель восстания отправился в дом царя и начал предлагать ему всё больше и больше денег, пока не пообещал 50 талантов. Находившаяся рядом малолетняя дочь Горго воскликнула: «Отец! Чужеземец подкупит тебя, если ты не уйдёшь!» Обрадованный советом, Клеомен удалился, а посольству ионийцев пришлось, ничего не добившись, покинуть Спарту.

Из Спарты Аристагор отправился в Афины. Здесь его миссия была более удачной. Афиняне были враждебно настроены к персам. Брат Дария и сатрап Лидии Артаферн приютил свергнутого афинского тирана Гиппия. Более того, он велел передать послам, которые просили его выдачи, требование принять Гиппия обратно. В результате афиняне выслушали лидера ионийского восстания и отправили на помощь повстанцам 20 кораблей. Геродот писал:
Аристагор явился в народное собрание и повторил то же самое, что он уже сказал в Спарте. Он говорил о богатствах Азии и о персидской военной тактике, о том, что в бою они не применяют ни щита, ни копья и поэтому из легко-де одолеть. [...] Аристагор давал всевозможные обещания и просил так настойчиво, пока не убедил афинян. Ведь многих людей, очевидно легче обмануть, чем одного: одного лакедемонянина Клеомена ему не удалось провести, а 30 000 афинян он обманул.
Также миссия Аристагора оказалась успешной в Эретрии. Торговля этого прибрежного города пострадала вследствие персидских завоеваний. Эретрийцев с Милетом связывали давние дружеские отношения. В частности, милетяне помогли им во время Лелантской войны. Жители города снарядили 5 кораблей для помощи повстанцам.
Весной 498 г. до н. э. афиняне и эретрейцы прибыли к повстанцам и соединились с их основными силами возле города Эфеса. Аристагор отказался от командования войсками, передав управление своему брату Харопину и некоему Гермофанту. В это время персидские войска шли к Милету, чтобы уничтожить сам очаг восстания. Инсургенты вместо того, чтобы идти на помощь к Милету, направились к столице сатрапии Лидии и одному из важнейших городов империи Сардам. Наместник и брат царя Артаферн был ошеломлён, оказавшись в незащищённом городе. Персидский гарнизон отступил в укрепление. Кто-то из греческих воинов поджёг один из домов. Вскоре огонь охватил весь город. Вместе с жилыми постройками сгорел и храм местной богини Кибелы. Местным жителям не понравился такой ход развития событий, и они взялись за оружие. Греки были вынуждены отступить к побережью.
Узнав о произошедшем, персидские сатрапы из близлежащих территорий направили свои войска в Сарды. В полуразрушенном городе повстанцев уже не было. Следуя за ними, армия царя настигла отступавших около Эфеса. В последующей битве греки потерпели поражение и были вынуждены отступить. Афиняне, несмотря на увещевания Аристагора, отправились домой.
Взятие и сожжение Сард имели серьёзные последствия. Прослышав о блестящем с виду успехе восстания, многие города в Малой Азии и на Кипре примкнули к нему. Лидийцы восприняли сожжение храма Кибелы как поругание святыни. В столице империи Сузах разорение Сард произвело сильное впечатление. Персы стали действовать быстрее и энергичнее, между тем как без этого события сочли бы восстание более ничтожным. Узнав о произошедшем, Дарий, согласно Геродоту, проникся целью отомстить афинянам.
После поражения при Эфесе Аристагор бежал во Фракию, где и пал при осаде Эннеа-Годой (впоследствии Амфиполь).